# Barletta Calcio Sport 1986-1987
Questa voce raccoglie le informazioni riguardanti il Barletta Calcio Sport nelle competizioni ufficiali della stagione 1986-1987.

## Stagione
Nella stagione 1986-1987 il Barletta affronta il campionato di Serie C1 con l'obiettivo del salto in Serie B. La squadra biancorossa viene affidata a Romano Fogli, ma dopo due sconfitte consecutive a Salerno ed a Pozzuoli a metà ottobre, dalla settima giornata passa nelle mani di Giuseppe Marchioro, che pilota il Barletta verso un sogno. La penultima giornata in casa con il Catanzaro primo in classifica finisce (1-1), registrando il record di presenze allo Stadio Comunale con 16.000 presenze. L'ultima giornata contro il Sorrento viene vinta (0-1) sulla costa campana. Con 44 punti il Barletta si piazza al secondo posto, un punto in meno del Catanzaro ed entrambe salgono in Serie B. La città esplode di gioia per la prima storica promozione in Serie B con caroselli e feste improvvisate che durano per parecchi giorni. In serata il 7 giugno arriva la squadra da Sorrento e la festa può avere inizio in Piazza Roma, tra cori e festeggiamenti.

## Divise e sponsor

La squadra con indosso la seconda maglia rossa

La prima maglia è biancorossa a strisce verticali, pantaloncini bianchi e calzettoni bianchi con bordi rossi; la seconda maglia è rossa con piccole strisce oblique bianche, colletto bianco e polsini bianchi, pantaloncini bianchi e calzettoni rossi con bordi bianchi. Lo sponsor tecnico per la stagione 1986-1987 è adidas, mentre lo sponsor ufficiale è New Play Basket.

## Organigramma societario
Area direttiva
- Presidente: Franco Di Cosola
- Presidente onorario: Cesare Dante Cioce
- Vice Presidente: Filippo Pistillo
- Amministratore delegato: Stefano Di Cosola
- General Manager: Enzo Nucifora
- Direttore generale: Leonardo Generoso
- Consiglieri: Vincenzo Grimaldi, Gioacchino Grimaldi, Ruggiero Morgese, Ruggiero Piazzolla, Giovanni Pistillo, Michele Porcella

Area tecnica
- Allenatore: Romano Fogli (fino alla 7ª giornata), Giuseppe Marchioro (dalla 7ª giornata)
- Allenatore in 2^: Gaetano Castaldo

Area organizzativa
- Segretario generale: Piero Doronzo
- Addetto alla sede: Savino Napoletano
- Magazziniere: Ruggiero Lombardi
- Custode campo: Lillino Montereale

Area sanitaria
- Medico sociale: Francesco Rana
- Medico sociale: Vito Lattanzio
- Collaboratore medico: Enzo Lattanzio
- Massaggiatore: Sebastiano Lavecchia

## Rosa
| N. |                   | Ruolo | Calciatore                  |
| -- | ----------------- | ----- | --------------------------- |
|    | Italia (bandiera) | P     | Roberto Renzi               |
|    | Italia (bandiera) | P     | Roberto Serena              |
|    | Italia (bandiera) | D     | Roberto Cazzani             |
|    | Italia (bandiera) | D     | Claudio Cocco               |
|    | Italia (bandiera) | D     | Claudio Ghedin              |
|    | Italia (bandiera) | D     | Bruno Incarbona             |
|    | Italia (bandiera) | D     | Carmine Lattaruolo          |
|    | Italia (bandiera) | D     | Vincenzo Marino             |
|    | Italia (bandiera) | D     | Vito Petruzzelli            |
|    | Italia (bandiera) | C     | Paolo Borrelli              |
|    | Italia (bandiera) | C     | Renzo Castagnini (Capitano) |
|    | Italia (bandiera) | C     | Paolo Doto                  |
|    | Italia (bandiera) | C     | Gaetano Di Maria            |

| N. |                   | Ruolo | Calciatore              |
| -- | ----------------- | ----- | ----------------------- |
|    | Italia (bandiera) | C     | Francesco Fonte         |
|    | Italia (bandiera) | C     | Donato Laraspata        |
|    | Italia (bandiera) | C     | Gaetano Paolillo        |
|    | Italia (bandiera) | C     | Salvatore Pesce         |
|    | Italia (bandiera) | C     | Francesco Raggi         |
|    | Italia (bandiera) | C     | Michele Scaringella     |
|    | Italia (bandiera) | C     | Arcangelo Sciannimanico |
|    | Italia (bandiera) | A     | Nicola D'Ottavio        |
|    | Italia (bandiera) | A     | Riccardo Petrucci       |
|    | Italia (bandiera) | A     | Roberto Rovani          |
|    | Italia (bandiera) | A     | Roberto Scarnecchia     |
|    | Italia (bandiera) | A     | Stefano Sgherri         |

## Risultati

### Serie C1 Girone B

#### Girone di andata
| Arbitro: | Bettini (Forlì) |

|  |           |                         |
|  | Marcatori | Sciannimanico D'Ottavio |

| Barletta 28 settembre 1986, ore 15:00 CET 2ª giornata | Barletta            | 0 – 0 | Cosenza | Stadio Comunale\| Arbitro: \| Pomentale (Bologna) \| |
| Arbitro:                                              | Pomentale (Bologna) |       |         |                                                      |

| Arbitro: | Trentalange (Torino) |

|  |           |           |
|  | Marcatori | D'Ottavio |

| Arbitro: | Vasselli (Roma) |

|                               |           |  |
| D'Ottavio 35’ Petruzzelli 43’ | Marcatori |  |

| Arbitro: | Squadrito (Catania) |

|            |           |  |
| Tusino 61’ | Marcatori |  |

| Arbitro: | Sanguineti (Chiavari) |

|            |           |  |
| Casale 46’ | Marcatori |  |

| Arbitro: | Mazzetti (Firenze) |

|                          |           |              |
| Scarnecchia 4’ Raggi 60’ | Marcatori | 67’ Lo Gatto |

| Arbitro: | Lo Russo (Milano) |

|              |           |             |
| Pecoraro 79’ | Marcatori | Scarnecchia |

| Arbitro: | Guidi (Bologna) |

|           |           |             |
| Pesce 80’ | Marcatori | 87’ Lorieri |

| Arbitro: | Conforti (Macerata) |

|              |           |               |
| Consagra 18’ | Marcatori | 87’ D'Ottavio |

| Arbitro: | Lattuada (Legnano) |

|           |           |                          |
| Raggi 23’ | Marcatori | 11’ Birigozzi 88’ Sergio |

| Arbitro: | Manfredini (Modena) |

|                        |           |                                   |
| Baldini 73’ Pidone 78’ | Marcatori | 35’ Scarnecchia 50’ Sciannimanico |

| Arbitro: | Bailo (Novi Ligure) |

|           |           |  |
| D'Ottavio | Marcatori |  |

| Teramo 21 dicembre 1986, ore 14:30 CET 14ª giornata | Teramo                        | 0 – 0 | Barletta | Stadio Comunale\| Arbitro: \| Quartuccio (Torre Annunziata) \| |
| Arbitro:                                            | Quartuccio (Torre Annunziata) |       |          |                                                                |

| Arbitro: | Mazzalupi (Roma) |

|             |           |  |
| Fonte Raggi | Marcatori |  |

| Arbitro: | Bruni (Arezzo) |

|                                       |           |                          |
| Palanca 4’ Caramelli 56’ Cozzella 74’ | Marcatori | 6’ Scarnecchia 66’ Pesce |

| Arbitro: | Bettini (Forlì) |

|                        |           |  |
| Paolillo Sciannimanico | Marcatori |  |

#### Girone di ritorno
| Arbitro: | Satariano (Palermo) |

|           |           |  |
| D'Ottavio | Marcatori |  |

| Arbitro: | Da Ros (Treviso) |

|             |           |                |
| Messina 20’ | Marcatori | 64’ Castagnini |

| Barletta 8 febbraio 1987, ore 15:00 CET 20ª giornata | Barletta  | 1 – 0 | Brindisi | Stadio Comunale |
| \| \| \| \| \| D'Ottavio \| Marcatori \| \|          |           |       |          |                 |
|                                                      |           |       |          |                 |
| D'Ottavio                                            | Marcatori |       |          |                 |

| Arbitro: | Grechi (Milano) |

|               |           |                |
| Brandolini 3’ | Marcatori | 44’ Castagnini |

| Barletta 22 febbraio 1987, ore 15:00 CET 22ª giornata            | Barletta  | 1 – 1 referto | Salernitana | Stadio Comunale |
| \| \| \| \| \| Sciannimanico 51’ \| Marcatori \| 64’ Brancale \| |           |               |             |                 |
|                                                                  |           |               |             |                 |
| Sciannimanico 51’                                                | Marcatori | 64’ Brancale  |             |                 |

| Arbitro: | Trentalange (Torino) |

|                                 |           |                 |
| Sciannimanico 16’ D'Ottavio 54’ | Marcatori | 74’ Mucciarelli |

| Arbitro: | Bruni (Arezzo) |

|           |           |               |
| Arena 68’ | Marcatori | 30’ D'Ottavio |

| Barletta 15 marzo 1987, ore 15:00 CET 25ª giornata                              | Barletta  | 2 – 1           | Nocerina | Stadio Comunale |
| \| \| \| \| \| D'Ottavio 41’ Scarnecchia 75’ \| Marcatori \| 7’ Lamia Caputo \| |           |                 |          |                 |
|                                                                                 |           |                 |          |                 |
| D'Ottavio 41’ Scarnecchia 75’                                                   | Marcatori | 7’ Lamia Caputo |          |                 |

| Caserta 29 marzo 1987, ore 15:30 CET 26ª giornata          | Casertana | 2 – 0 | Barletta | Stadio Alberto Pinto |
| \| \| \| \| \| De Rosa 8’ Petriello 61’ \| Marcatori \| \| |           |       |          |                      |
|                                                            |           |       |          |                      |
| De Rosa 8’ Petriello 61’                                   | Marcatori |       |          |                      |

| Arbitro: | Da Ros (Treviso) |

|                               |           |                           |
| D'Ottavio 7’, 25’, 83’ (rig.) | Marcatori | 31’ Modica 62’ Minincleri |

| Benevento 18 aprile 1987, ore 15:30 CET 28ª giornata | Benevento | 0 – 1 | Barletta | Stadio Santa Colomba |
| \| \| \| \| \| \| Marcatori \| Fonte \|              |           |       |          |                      |
|                                                      |           |       |          |                      |
|                                                      | Marcatori | Fonte |          |                      |

| Barletta 26 aprile 1987, ore 15:30 CET 29ª giornata | Barletta | 0 – 0 | Foggia | Stadio Comunale |

| Monopoli 3 maggio 1987, ore 16:00 CET 30ª giornata   | Monopoli  | 1 – 1    | Barletta | Stadio Vito Simone Veneziani |
| \| \| \| \| \| Lanci 67’ \| Marcatori \| Paolillo \| |           |          |          |                              |
|                                                      |           |          |          |                              |
| Lanci 67’                                            | Marcatori | Paolillo |          |                              |

| Barletta 17 maggio 1987, ore 16:00 CET 31ª giornata | Barletta  | 1 – 0 | Teramo | Stadio Comunale |
| \| \| \| \| \| D'Ottavio 39’ \| Marcatori \| \|     |           |       |        |                 |
|                                                     |           |       |        |                 |
| D'Ottavio 39’                                       | Marcatori |       |        |                 |

| Siena 24 maggio 1987, ore 16:00 CET 32ª giornata | Siena | 0 – 0 | Barletta | Stadio Artemio Franchi |

| Arbitro: | Stafoggia (Pesaro) |

|                      |           |              |
| Chiarella 36’ (aut.) | Marcatori | 3’ Chiarella |

| Sorrento 7 giugno 1987, ore 16:30 CET 34ª giornata | Sorrento  | 0 – 1      | Barletta | Stadio Italia |
| \| \| \| \| \| \| Marcatori \| 53’ Rovani \|       |           |            |          |               |
|                                                    |           |            |          |               |
|                                                    | Marcatori | 53’ Rovani |          |               |

### Coppa Italia

#### Girone 4
| Arbitro: | Dal Forno (Ivrea) |

|                |           |  |
| Bortolazzi 77’ | Marcatori |  |

| Arbitro: | Pucci (Firenze) |

|                         |           |               |
| Iachini 36’ Barbuti 58’ | Marcatori | 44’ Laraspata |

| Arbitro: | Lanese (Messina) |

|  |           |                               |
|  | Marcatori | 15’, 40’ Baresi 62’ Galderisi |

| Arbitro: | Novi (Pisa) |

|                 |           |  |
| Doto 45’ (rig.) | Marcatori |  |

| Arbitro: | Felicani (Bologna) |

|            |           |  |
| Annoni 27’ | Marcatori |  |

### Coppa Italia Serie C
| Andria 7 gennaio 1987 Sedicesimo Di Finale - Andata | Fidelis Andria | 1 – 0 | Barletta | Stadio Degli Ulivi |
| \| \| \| \| \| Carpineta 49’ \| Marcatori \| \|     |                |       |          |                    |
|                                                     |                |       |          |                    |
| Carpineta 49’                                       | Marcatori      |       |          |                    |

| Barletta 22 gennaio 1987 Sedicesimi Di Finale - Ritorno  | Barletta  | 1 – 1        | Fidelis Andria | Stadio Comunale |
| \| \| \| \| \| Raggi 74’ \| Marcatori \| 77’ Raffaele \| |           |              |                |                 |
|                                                          |           |              |                |                 |
| Raggi 74’                                                | Marcatori | 77’ Raffaele |                |                 |

## Statistiche

### Statistiche di squadra
| Competizione         | Punti | In casa | In casa | In casa | In casa | In casa | In casa | In trasferta | In trasferta | In trasferta | In trasferta | In trasferta | In trasferta | Totale | Totale | Totale | Totale | Totale | Totale | DR  |
| Competizione         | Punti | G       | V       | N       | P       | Gf      | Gs      | G            | V            | N            | P            | Gf           | Gs           | G      | V      | N      | P      | Gf     | Gs     | DR  |
| -------------------- | ----- | ------- | ------- | ------- | ------- | ------- | ------- | ------------ | ------------ | ------------ | ------------ | ------------ | ------------ | ------ | ------ | ------ | ------ | ------ | ------ | --- |
| Serie C1             | 44    | 17      | 11      | 5       | 1       | 24      | 12      | 17           | 4            | 9            | 4            | 15           | 16           | 34     | 15     | 14     | 5      | 39     | 28     | - 7 |
| Coppa Italia         | 2     | 2       | 1       | 0       | 1       | 1       | 3       | 3            | 0            | 0            | 3            | 1            | 4            | 5      | 1      | 0      | 4      | 2      | 7      | -5  |
| Coppa Italia Serie C | -     | 1       | 0       | 1       | 0       | 1       | 1       | 1            | 0            | 0            | 1            | 0            | 1            | 2      | 0      | 1      | 1      | 1      | 2      | -1  |
| Totale               | -     | 20      | 12      | 6       | 2       | 26      | 16      | 21           | 4            | 9            | 8            | 16           | 21           | 41     | 16     | 15     | 10     | 42     | 37     | +5  |

### Statistiche dei giocatori
| Giocatore        | Serie C1 | Serie C1 | Coppa Italia | Coppa Italia | Coppa Italia Serie C | Coppa Italia Serie C | Totale   | Totale |
| Giocatore        | Presenze | Reti     | Presenze     | Reti         | Presenze             | Reti                 | Presenze | Reti   |
| ---------------- | -------- | -------- | ------------ | ------------ | -------------------- | -------------------- | -------- | ------ |
| P. Borrelli      | 0        | 0        | 5            | 0            | 0                    | 0                    | 5        | 0      |
| R. Castagnini    | 32       | 3        | 0            | 0            | 0                    | 0                    | 32       | 3      |
| R. Cazzani       | 19       | 0        | 5            | 0            | 1                    | 0                    | 25       | 0      |
| C. Cocco         | 31       | 0        | 0            | 0            | 1                    | 0                    | 32       | 0      |
| N. D'Ottavio     | 29       | 14       | 0            | 0            | 0                    | 0                    | 29       | 14     |
| G. Di Maria      | 0        | 0        | 2            | 0            | 0                    | 0                    | 2        | 0      |
| P. Doto          | 0        | 0        | 4            | 1            | 0                    | 0                    | 4        | 1      |
| F. Fonte         | 26       | 2        | 0            | 0            | 1                    | 0                    | 27       | 2      |
| C. Ghedin        | 11       | 0        | 5            | 0            | 2                    | 0                    | 18       | 0      |
| B. Incarbona     | 28       | 0        | 5            | 0            | 2                    | 0                    | 35       | 0      |
| C. Lattaruolo    | 0        | 0        | 0            | 0            | 1                    | 0                    | 1        | 0      |
| D. Laraspata     | 3        | 0        | 5            | 1            | 2                    | 0                    | 10       | 1      |
| V. Marino        | 30       | 0        | 5            | 0            | 2                    | 0                    | 37       | 0      |
| G. Paolillo      | 30       | 2        | 5            | 0            | 2                    | 0                    | 37       | 2      |
| S. Pesce         | 30       | 3        | 0            | 0            | 1                    | 0                    | 31       | 3      |
| R. Petrucci      | 11       | 0        | 5            | 0            | 2                    | 0                    | 18       | 0      |
| V. Petruzzelli   | 21       | 1        | 5            | 0            | 1                    | 0                    | 27       | 1      |
| F. Raggi         | 19       | 3        | 0            | 0            | 2                    | 1                    | 21       | 4      |
| R. Renzi         | 34       | - 28     | 5            | - 7          | 0                    | 0                    | 39       | 0      |
| R. Rovani        | 11       | 1        | 0            | 0            | 1                    | 0                    | 12       | 1      |
| R. Scarnecchia   | 24       | 5        | 0            | 0            | 0                    | 0                    | 24       | 5      |
| M. Scaringella   | 0        | 0        | 1            | 0            | 0                    | 0                    | 1        | 0      |
| A. Sciannimanico | 32       | 5        | 3            | 0            | 1                    | 0                    | 36       | 5      |
| R. Serena        | 0        | 0        | 0            | 0            | 2                    | - 2                  | 2        | 0      |
| S. Sgherri       | 0        | 0        | 3            | 0            | 0                    | 0                    | 3        | 0      |

## Giovanili

### Organigramma societario
Area direttiva
- Presidente settore giovanile: Luigi Fiorella